# Empire Windrush

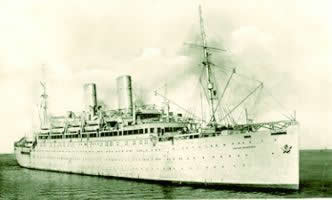
La Windrush

La Empire Windrush è stata una nave passeggeri costruita in Germania dalla Blohm + Voss nel 1930 con il nome Monte Rosa. Operò come nave di linea negli anni trenta per la compagnia Hamburg Süd e come nave per il trasporto delle truppe tedesche durante la seconda guerra mondiale. Alla fine del conflitto fu acquisita dal governo britannico come risarcimento di guerra e rinominata Empire Windrush.

## LaGenerazione Windrush
La nave ebbe una parte rilevante nella storia multietnica del Regno Unito: il 22 giugno 1948 la Empire Windrush approdò a Tilbury con 492 passeggeri provenienti dalla Giamaica, che speravano di cominciare una nuova vita nel Regno Unito. I passeggeri furono il primo grande gruppo di immigranti, provenienti dalle Indie occidentali, che si trasferirono nel Regno Unito dopo la seconda guerra mondiale.
Lo sbarco dei passeggeri divenne un episodio di grande importanza per la storia moderna della Gran Bretagna, simboleggiando l'inizio delle relazioni multiculturali moderne che avrebbero cambiato la società inglese in modo significativo negli anni a venire. Nel 1998, un'area pubblica a Brixton venne chiamata Windrush Square per commemorare il cinquantesimo anniversario dell'arrivo degli Indiani occidentali.